# Micromus canariensis
Micromus canariensis is een insect uit de familie van de bruine gaasvliegen (Hemerobiidae), die tot de orde netvleugeligen (Neuroptera) behoort. 
Micromus canariensis is voor het eerst wetenschappelijk beschreven door Esben-Petersen in 1936.